# 佐伯利世
佐伯 利世（さえき の としよ）は、平安時代初期の貴族。官位は正五位下・但馬守。

## 経歴
淳和朝末の天長10年（833年）従五位下に叙爵。
承和7年（840年）正月に従五位上に昇叙され、同年5月の淳和上皇崩御にあたっては固関のため近江国へ派遣されている（この時の官職は左近衛少将）。承和12年（845年）正月に正五位下・武蔵守に叙任されて地方官に遷り、同年8月にはさらに但馬守に転じた。

## 官歴
『六国史』による。
- 時期不詳：正六位上
- 天長10年（833年） 正月7日：従五位下
- 承和7年（840年） 正月7日：従五位上。5月8日：見左近衛少将
- 承和10年（843年） 正月12日：兼越後守
- 承和12年（845年） 正月7日：正五位下。正月11日：武蔵守。8月25日：但馬守